# Bogdan Ciufulescu
Bogdan Ciufulescu (ur. 1 kwietnia 1970) – rumuński zapaśnik walczący w stylu wolnym. Olimpijczyk z Atlanty 1996, gdzie zajął dziewiętnaste miejsce w kategorii 57 kg.
Dwa razy startował na mistrzostwach świata a jego najlepszy wynik to ósma lokata w 1994. Czwarty na mistrzostwach Europy w 1996 roku.
- Turniej w Atlancie 1996

Przegrał z Sonnym Abe z Japonii i Michele Liuzzim z Włoch.